# Cyathea fenicis
Cyathea fenicis là một loài thực vật có mạch trong họ Cyatheaceae. Loài này được Copel. mô tả khoa học đầu tiên năm 1908.